# فاطمه سعادتی
فاطمه سعادتی (زاده ۲۵ مهر ۱۳۷۹ در کوهدشت) کاراته‌کا زن اهل ایران است.
وی در بازی‌های آسیایی ۲۰۲۲ موفق به کسب مدال برنز ۵۵- کیلوگرم زنان شده‌است.